# 3 Księga Ezdrasza
3 Księga Ezdrasza – księga starotestamentowa znajdująca się w Septuagincie, w prawosławiu uznawana za kanoniczną. Przez Kościół katolicki i Kościoły protestanckie zaliczana do apokryfów. Umieszczana w niektórych rękopisach Wulgaty po księgach Ezdrasza i Nehemiasza lub na końcu Starego Testamentu jako 3 Księga Ezdrasza. W pierwotnych rękopisach Septuaginty występuje jako 1 Księga Ezdrasza, w rękopisach późniejszych i Biblii rosyjskiej jako 2 Księga Ezdrasza.
Utwór został spisany w języku greckim, ale w oparciu o teksty hebrajskie i aramejskie. Treść stanowi swobodną parafrazę 2 Księgi Kronik (2 Krn 25), Księgi Ezdrasza (Ezd 1-10) i Księgi Nehemiasza (Ne 7-8), niektóre ustępy (1,21-22 i 3,1-5,6) dodają nowe treści. Jako całość księga przedstawia historię Izraela od odnowienia święta Pesach przez króla Jozjasza do odczytania Prawa przez Ezdrasza. Pod względem stylu księga przypomina opowiadania z życia dworskiego. Według badaczy uważających księgę za nienatchnioną, utwór posiada niewielką wartość historyczną, autor nie trzyma się  chronologii i bardziej interesuje go interpretacja wydarzeń niż ich szczegółowy opis.
Z księgi (3,12) pochodzi dewiza Republiki Czeskiej „Pravda vítězí” (Prawda Zwycięża). Jest ona skrótem cytatu, którym posługiwał się często Jan Hus.